# Бушервиль
Бушервиль (фр. Boucherville) — город в канадской провинции Квебек, регион Монтережи, территория Лонгёй.
Город основал в 1667 г. Пьер Буше, который был родом из Мортань-о-Перш во Франции. После прибытия в Новую Францию он поначалу поселился в г. Квебек, затем в Труа-Ривьере, губернатором которого он стал, а позднее построил свой дом в тогда безлюдном месте на околице современного Бушервиля. В XVIII в. несколько семей покинули Бушервиль и основали города Сент-Жюли и Сен-Брюно-де-Монтарвиль.
Население города составляло 39 062 человек в 2006 г. Из них французский язык был родным для 93,6 %, английский для 2 %.